# Kisii County
Kisii County is een county en voormalig Keniaans district in de provincie Nyanza. Het district telt 491.786 inwoners (1999) en heeft een bevolkingsdichtheid van 758 inw/km². Ongeveer 5,9% van de bevolking leeft onder de armoedegrens en ongeveer 62,0% van de huishoudens heeft beschikking over elektriciteit.